# Niña con máscara de calavera
Niña con máscara de calavera (Ragazza con maschera mortuaria) è un dipinto di Frida Kahlo realizzato nel 1938.

## Descrizione
L'opera ritrae una giovane ragazza, probabilmente la stessa Frida, con una maschera a forma di teschio, un simbolo del Día de los Muertos (Giorno dei Morti), una festività messicana che celebra la morte invece di lamentarla. La bambina tiene in mano una calendula, fiore tradizionale usato durante questa celebrazione per adornare le tombe, e ai suoi piedi si trova una maschera a forma di tigre, un elemento che richiama un oggetto presente nella casa dell'artista..
Il dipinto è anche un riflesso della vita di Frida, segnato da isolamenti fisici ed emotivi dovuti a gravi problemi di salute causati da un incidente infantile e da un matrimonio turbolento. Il titolo Ella juega sola (Lei gioca da sola) evidenzia il senso di solitudine e tristezza che Frida spesso provava. Il vasto e desolato paesaggio di sfondo, con il cielo grigio e melanconico, accentua il tema dell'isolamento e della reclusione.
La pittura è stata esposta in importanti mostre a Parigi e New York e ha avuto una storia interessante, passando di mano in mano. Originariamente donata da Frida alla sua amica, l'attrice Dolores del Río, la tela finì poi in una collezione privata a Monterey, California, prima di essere acquisita dal Museo di Arte della Città di Nagoya, in Giappone, dove è attualmente in mostra.
Con questa e altre opere, Frida Kahlo ha ottenuto un ampio riconoscimento per la sua arte emozionale e simbolica, che continua a influenzare e ispirare il pubblico oggi.